# Episparis tortuosalis
Episparis tortuosalis är en fjärilsart som beskrevs av Moore 1867. Episparis tortuosalis ingår i släktet Episparis och familjen nattflyn. Inga underarter finns listade i Catalogue of Life.